# Hieracium levicaule
Hieracium levicaule — вид рослин із родини айстрових (Asteraceae).

## Середовище проживання
Зростає у Євразії від Іспанії й Британських островів до Уралу, Кавказу й Анатолії.